# Suhajda Lajos Mátyás
Suhajda Lajos Mátyás (Selmecbánya, 1806. december 20. – Selmecbánya, 1872. július 11.) evangélikus lelkész és tanár.

## Élete
Nemes szülők gyermeke, apja Suhajda Mátyás tekintélyes polgár volt Selmecbányán. Tanulmányait egészen a fizikáig szülővárosában végezte. Megkapván a Roth-Teleki-féle ösztöndíjat 1824-ben Pozsonyba ment, ahol a teológiát 3 évig hallgatta. 1827-ben nevelő lett báró Prónay Kálmán házánál Acsán; de már 1828-ban külföldre indult és Bécsben hittanszaki előadásokat hallgatott; innét 1829-ben a jenai egyetemre ment, ahol két évet eltöltött. Visszatérvén hazájába Lovich Ádám püspök előtt lelkészi vizsgát tett és 1830. december 1-jén szuperintendensi segédlelkészszé szentelték fel. 1832-ben apostagi, később ceglédi rendes lelkész lett. 1840-ben szülővárosa hívta meg rendes tanárnak, ahol a hittani, költészet- és szónoklati tanszéket foglalta el; több ízben a líceum igazgatását is rá bízták. 1854-ben hivataláról leköszönt és a magánéletbe vonult vissza, de két év múlva ismét csak az ifjúság nevelésének szentelte életét. Tanított vallástant, latin nyelvet, egyháztörténelmet, logikát és pszichológiát. 1869-ben saját kérelmére 600 forinttal nyugdíjazták. Könyvtárát a líceumnak hagyta; 100 forintot a tápintézetnek, 500-500 forintot a szentmártoni algimnáziumnak, a rőcei tanítóképzőnek, az eperjesi teológiának és más intézeteknek hagyományozott. Családja nem lévén, többi vagyonát Suhajda János unokaöccsének hagyta.
Cikke a selmeczbányai ág. ev. főgymnasium Programmjában (1851. De virtutibus poeseos latinae, 1860. Fata maxime memorabilia Gymnasii evang. Schemniciensis ab anno 1546. usque ad annum 1755.) Latin költeménye az Utóhangok Szeberényi János... gyászemlékezetére. Selmecz, 1857. cz. munkában.

## Munkái
- Der Magyarismus in Ungarn. Leipzig, 1834.
- A magyarok ázsiai eredete és első európai működésükről. Pest, 1837. (Németül. Uo. 1837. Ism. Tud. Gyűjtemény 1837. III. 111. l.)